# Katholieke Kerk in de Seychellen

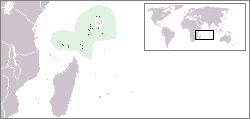
De Seychellen

De Katholieke Kerk in de Seychellen is een onderdeel van de wereldwijde Katholieke Kerk, onder het geestelijk leiderschap van de paus en de curie in Rome.
In 2005 waren er in de Seychellen ongeveer 69.000 (85%) katholieken. Het land bestaat uit een enkel bisdom, Port Victoria o Seychelles, dat direct onder de Heilige Stoel valt. Bisschop van Port Victoria o Seychelles is Denis Wiehe. Wiehe is president van de bisschoppenconferentie van de Indische Oceaan waar verder de bisschoppen uit de Comoren, Mauritius en Réunion lid van zijn. Verder is men lid van de Symposium des Conférences Episcopales d’Afrique et de Madagascar.
Apostolisch nuntius voor de Seychellen is aartsbisschop Tomasz Grysa, die tevens nuntius is voor Madagaskar en Mauritius en apostolisch gedelegeerde voor de Comoren.

## Indeling
- Bisdom Port Victoria o Seychelles

## Apostolische delegatie
- Apostolisch pro-nuntius
  - Clemente Faccani (7 februari 1985 – 14 mei 1994)
- Apostolisch nuntius
  - Blasco Francisco Collaço (14 mei 1994 – 13 april 1996)
  - Adriano Bernardini (15 juni 1996 – 24 juli 1999)
  - Bruno Musarò (25 september 1999 – 10 februari 2004)
  - Augustine Kasujja (22 april 2004 – 2 februari 2010)
  - Eugene Martin Nugent (13 maart 2010 - 10 januari 2015)
  - Paolo Rocco Gualtieri (26 september 2015 - 6 augustus 2022)
  - Tomasz Grysa (sinds 9 februari 2023)